# Alejandro Korn
Alejandro Korn Meyer, nato Carrillo (San Vicente, 3 maggio 1860 – Buenos Aires, 9 ottobre 1936), è stato un medico, filosofo e politico argentino.

## Biografia

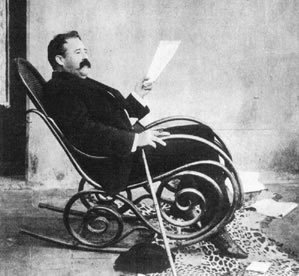
Alejandro Korn, nell'Ospedale Psichiatrico, circa 1910

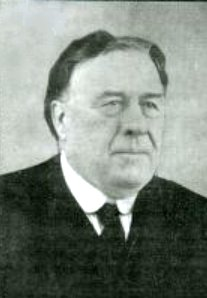
Alejandro Korn nel 1930

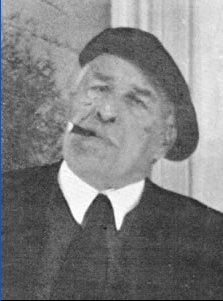
Alejandro Korn nel 1935

Figlio di Carlos Adolfo Korn, un medico tedesco di idee liberali e iniziato alla massoneria, emigrato in Argentina per la sua opposizione a Otto von Bismarck, e di Maria Verena Meyer, nata in Svizzera, Korn fu un pensatore dalla personalità poliedrica, dato che inizialmente si occupò di psichiatria, dirigendo un ospedale psichiatrico per diciotto anni e insegnando contemporaneamente anatomia presso il Colegio Nacional de La Plata, invece dal 1910 si dedicò alla filosofia, sia con la pubblicazione di saggi e articoli sia con le docenze svolte all'Università di Buenos Aires, dal 1922 al 1931.
Korn si è unito alla Massoneria argentina il 15 giugno 1881, e due anni dopo fu nominato venerabile maestro della sua loggia.
Nel 1929 fondò la Società Kantiana, tramite la quale diede un grande contributo alla diffusione della filosofia nel suo Paese.
Korn, come il suo omologo spagnolo Ortega y Gasset, fu un neokantiano, che abbracciò molte tendenze filosofiche moderne, dal pragmatismo a Bergson, da Schopenhauer a Croce e Gentile, da Husserl ad Heidegger.
Il pensiero filosofico di Korn fu incentrato sulla critica ironica, elegante, efficace, al positivismo,rafforzata da uno studio storico approfondito, oltre che dalla elaborazione di una dottrina dei valori, conducente ad una lotta per la libertà coscienziosa.
La sua dottrina dei valori pose una distinzione tra il mondo della necessità e il mondo della libertà, indagò sulla distinzione tra ordine soggettivo e ordine oggettivo, tra il mondo della scienza e coscienza, affermando la necessità di una libertà sia etica sia economica, che deve essere continuamente conquistata,diventando così lo scopo etico della società, grazie alla liberazione dalla necessità.
La sua dottrina dei valori e la tabella di valori si formano sulla base di nove aree di valutazione concentrate in tre classi di valutazioni: biologiche (economica, istintiva, erotica); sociali (vitale, sociale); culturali (religiosa, etica, logica, estetica); affiancando queste classificazioni con i concetti di base di valore che spiegano ciò che è utile e dannoso, piacevole e sgradevole, la loro realizzazione storica (tecnica, giusto, sapere, ecc.) e lo scopo ideale (benessere, felicità, potere, giustizia, ecc.), e sistemi filosofici che giustificano o promuovono un valore positivo.
Dopo l'analisi dettagliata di ciascuna delle aree di valutazione, Korn concluse che tutti i tentativi di stabilire un sistema gerarchico di valori basati sulla preminenza di alcuni su altri hanno fallito. Lo stesso è successo con gli sforzi per trovare valori universali e permanenti, quindi emerse la valutazione personale e soggettiva che aiuta a trasformare e a migliorare il mondo ("la libertà creativa").
Il dominio proprio della filosofia, secondo Korn, è il mondo soggettivo, quello del sé, le sue attività e valutazioni.
La sua dottrina dei valori include la necessaria oggettività e il contributo del mondo della scienza, oltre che la pura intuizione intellettuale, fonte di conoscenza accompagnata dal concetto, e la fede personale, che ci consola.
I suoi saggi si caratterizzarono per la fluidità espositiva, per la grande cultura e per una presenza artistica.
Korn fece assumere al pensiero argentino elementi idealistici, le cui influenze si sono riscontrate in tutto il XX secolo, non solamente nella filosofia, ma anche nella letteratura, nelle scienze, nella politica, nell'economia.
Tra le sue opere più importanti si possono menzionare: La libertad creadora (1922), Axiología (1930) e Apuntes filosóficos (1935), oltre che i suoi articoli raccolti dal suo allievo Francisco Romero, nel libro postumo Obras completas (1949).
I suoi impegni sociali e politici culminarono dapprima con l'adesione alla Unione Civica Radicale e in seguito al Partito Socialista, oltre che con il suo sostegno alla riforma universitaria, che prevedeva l'introduzione di nuovi programmi di studio, metodi di insegnamento moderni, la necessità di mettere al centro del processo educativo lo studente, considerato come soggetto attivo e creatore.

## Opere principali
Le sue opere principali furono pubblicate da Editorial Claridad di Buenos Aires, fondata e diretta da Antonio Zamora insieme a un gruppo di scrittori, giornalisti e militanti politici di sinistra.
- Socialismo ético, (1918);
- Inscript vita nova (1918);
- La Reforma Universitaria (1919);
- La libertad creadora (1920);
- Esquema gnoseológico (1924);
- El concepto de ciencia (1926);
- Axiología (1930);
- Apuntes filosóficos (1935);
- Influencias filosóficas en la evolución nacional (1936);
- Filósofos y sistemas (1936);
- Ensayos críticos (1936);
- Obras completas (1949);
- Juan Pérez (1963);
- Estudios de filosofía contemporánea (1963).